# 25472 Джоаноро
25472 Джоаноро (25472 Joanoro) — астероїд головного поясу, відкритий 6 грудня 1999 року.
Тіссеранів параметр щодо Юпітера — 3,380.